# Cornus disciflora
Cornus disciflora là một loài thực vật có hoa trong họ Cornaceae. Loài này được Moc. & Sessé ex DC. miêu tả khoa học đầu tiên năm 1830.